# 山口英里子
山口 英里子（やまぐち えりこ、現姓：沢、1973年（昭和48年）8月28日 - ）は、フリーアナウンサー。北海道文化放送報道記者、ニュースキャスターを務めた。

## 略歴
北海道・札幌市出身。北海道札幌開成高等学校、北海学園大学経済学部卒業。大学在学中よりモデルやお天気キャスターとして活動し、道内各局のテレビ番組に出演した。
1995年、大学2年時に1995年ミスさっぽろに選ばれ、1年間各種イベントに参加して札幌を国内外でのPR活動に勤しむ。
1997年、北海道文化放送へ報道制作局の記者として入社。記者時代は主に北海道警察を担当した。1999年9月より、uhbスーパーニュースのキャスターを務めた。
2001年には、休暇で訪れていたニューヨークでアメリカ同時多発テロ事件に遭遇し、系列局のフジテレビから全国へ向けて緊急の現場取材・リポートを行った。のちに上記の活躍が評価され、フジテレビ報道社長賞の栄誉に与る。
2004年5月にNHK札幌放送局の記者と結婚し、同年10月に退職。uhbスーパーニュース出演最終日には「私の中に新しい命が宿ってます」とコメントし、妊娠していることを公表する。現在は「沢英里子」名義でフリーアナウンサーとして活動し、2児の母親でもある。
2016年、北海道文化放送報道スポーツ局報道情報部みんなのテレビアシスタントプロデューサー。2019年より、同局同部みんテレアシスタントプロデューサー。

## 過去の担当番組
- uhbスーパーニュース（1999年9月 - 2004年10月）

## 出演CM
- NTT北海道